# 拉穆德區
6°09′00″S 77°55′01″W / 6.15000°S 77.91694°W
拉穆德區（西班牙語：Distrito de Lámud），是秘魯的一個區，位於該國北部亞馬遜大區的盧亞省，始建於1861年2月5日，面積69.5平方公里，海拔高度2,350米，2005年人口2,550，人口密度每平方公里37人。